# レインリ・スターヴ教会

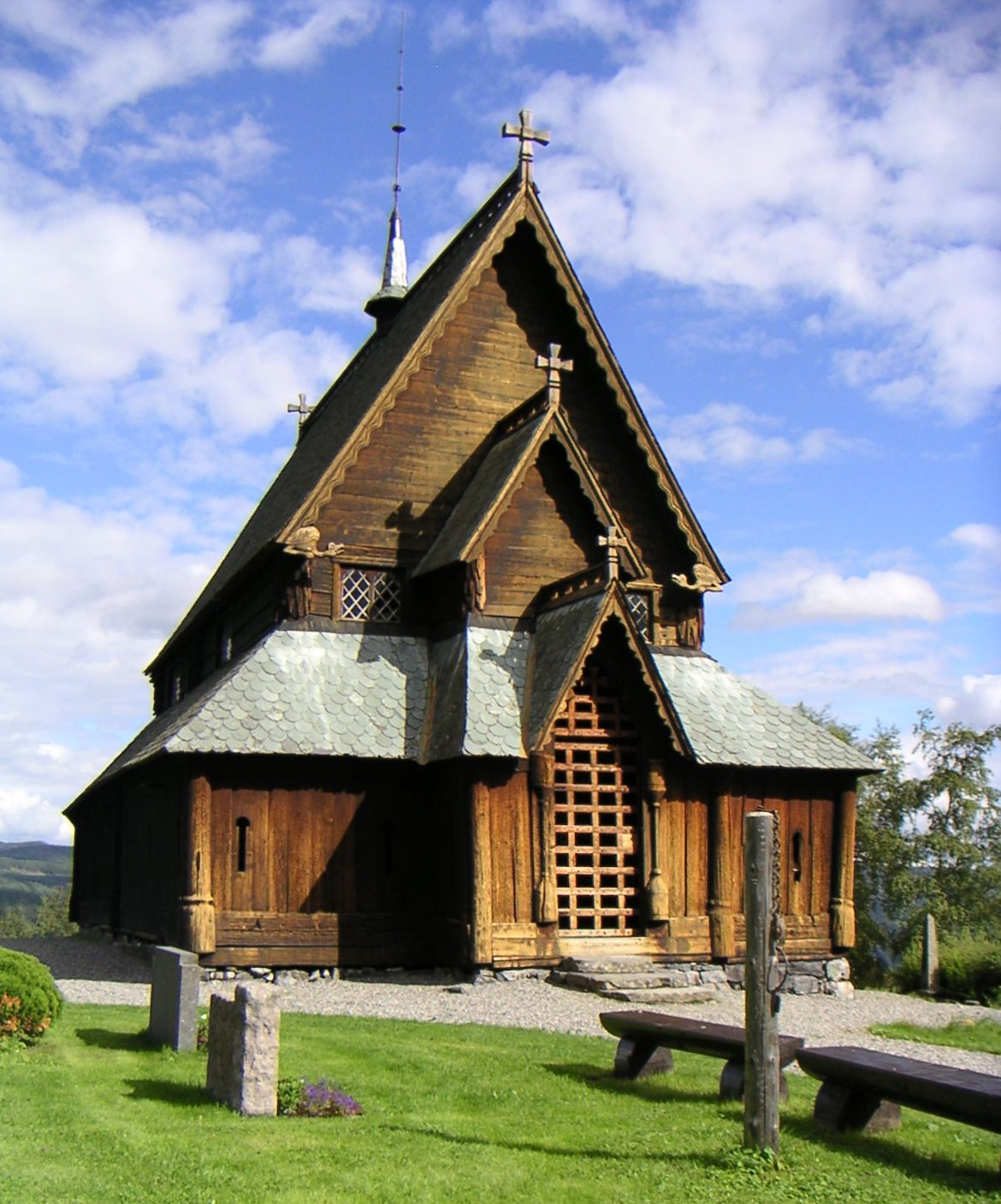
レインリ・スターヴ教会外観。John Erling Blad撮影。

レインリ・スターヴ教会（ノルウェー語:Reinli stavkyrkje）は、ノルウェーのオップラン県セール・アウダール (Sør-Aurdal) にある村、レインリに位置する木造教会（スターヴ教会）。13世紀後半に建設されたものである。現在ある教会は同位置で3度目に建設されたものと考えられている。
この教会に関してなされた最初の言及は、1023年にノルウェー南部のヴァルドレス地方を旅し、レインリにも訪れた経験を持つオーラヴ2世から来ている。西暦1000年前のある時には最初の教会が建てられる前、現在の教会がある場所と同じ位置に、異教とされた宗教の寺院が建てられていたものと信じられている。
放射性炭素年代測定を通じて、教会内にある木材は1190年のものと推測されたが、教会以前の年代と幾分食い違っている点もある。また、教会が1326年より後に建設されたとの主張もあるが、放射性炭素年代測定のエラー等から曖昧である。現在の教会が建てられる以前に存在した教会に、使われていた素材を利用して現在の教会が再建されたとの意見もあるが、1327年に教会が存在したという記述が残されているのは確かである。
レインリ・スターヴ教会は、修道院に見られるヨーロッパ風の教会の図面に基づいている。後の時代になって教会は、建物の南東側入口の下に埋葬されている、シーラ・ソード (Sira Thord) という人物により改築が施された。幾つかの原典により議論が行われてもいるが、教会は全般的にもともとあった外形と近い形で残されているのではないかと推測されている。
1884年から1885年にかけて、教会の内部に変更が施されているほか、1976年から1977年には外側の修復工事が行われた。教会には電気を使用する暖房や照明が取り付けられていない。
また、教会の外側には罪人の頭部と両手を固定する古いさらし台があるが、現在はもはや使用されてはいない。1845年5月17日、中世の法律が変更となった際に、このさらし台の使用は正式に中止されている。